# Marburger Manifest
Das Marburger Manifest ist eine Erklärung vom 17. April 1968, in der sich zunächst 35 Hochschullehrer der Philipps-Universität Marburg gegen die Übertragung des parlamentarischen Proporzsystems – also des Verhältniswahlrechts unter Einbeziehung studentischer Vertreter – auf die Universitäten und gegen eine „Demokratisierung“ der Hochschulen zur Wehr setzten. Dem schlossen sich weitere rund 1.500 konservativ und traditionell eingestellte Hochschullehrer von etwa 30 Hochschulen in den damaligen westdeutschen Bundesländern an.

## Ausgangslage
Als ein früher Ausgangspunkt für diese „Protesterklärung“ ist zunächst die vom Wissenschaftsrat zu Anfang der 1960er-Jahre empfohlene materielle Erweiterung der (west-)deutschen Hochschullandschaft anzusehen, die sich aufgrund der gestiegenen Studierendenzahlen, des erweiterten Fächerangebotes und modernerer Ausstattungen als erforderlich erwies und daher von der Kultusministerkonferenz (KMK) entsprechend umgesetzt wurde. Dabei wurden die traditionellen Strukturen einer sogenannten „Ordinarienuniversität“ zunächst nicht angetastet, sondern es wurden lediglich unter anderem Fragen zur Hochschullehrerbesoldung geklärt.
Vor dem Hintergrund der Westdeutschen Studentenbewegung der 1960er Jahre war diese konservative Einstellung jedoch nicht länger aufrechtzuerhalten und die Hochschulen waren gefordert, die stärker werdenden Mitbestimmungsbestrebungen der Studenten zu berücksichtigen. Dem Land Hessen fiel dabei eine Vorreiterrolle zu: Es verabschiedete am 11. Mai 1966 als erstes Bundesland ein neues allgemeines Hochschulgesetz, in dem unter anderem die Beteiligung der Studenten an der Wahl des Rektors festgeschrieben wurde. Dem Sozialistischen Deutschen Studentenbund ging dies nicht weit genug und es kam zur Forderung nach einer „funktionsgerechten Mitsprache der an Forschung und Lehre beteiligten Gruppen einschließlich der Studenten“, was als paritätisches Mitbestimmungsrecht unter dem Schlagwort „Demokratisierung“ zum Kampfbegriff avancierte. Der damalige Rektor Otfried Madelung schlug daraufhin im Dezember 1967 dem Senat vor, eine paritätische Beteiligung zu genehmigen, die im „Marburger Modellfall“ mit 40 % Ordinarien, 20 % habilitierten Nichtordinarien, 20 % akademischen Mitarbeitern und 20 % Studentenvertretern im „satzungsgebenden“ Senat mündete.
Am 9. Januar 1968 verabschiedete die Westdeutsche Rektorenkonferenz ein Reformprogramm für die Universitäten, das den Forderungen der Studentenschaft nach Demokratisierung und Modernisierung des Hochschulbetriebs entgegenkam, und empfahl darin erweiterte Informations- und Beratungsrechte. Kurz darauf entstand ein schriftliches Memorandum von zunächst 23 Professoren der Marburger Hochschule, in dem den studentischen Wortführern eine Art Machtergreifung unter weltanschaulichen Aspekten unterstellt wurde. Darin hieß es, es sei ein „Irrtum zu glauben, der Universitätskörper könne zu einem Spiegelbild eines demokratischen Volkskörpers werden“. Am 26. Februar 1968 artikulierte auch der Ordinarius für Kirchen- und Dogmengeschichte Ernst Benz in der Zeitung Die Welt seine „Einwände gegen die Anwendung der sogenannten Demokratisierung auf die Universität“. In der Folge kam es zu massiven Protesten, vor allem durch die in Marburg beheimatete Humanistische Studentenunion und den AStA-Vorsitzenden Christoph Ehmann, aber auch einzelne Mitglieder des Lehrkörpers. Dies wiederum veranlasste den Professor für Zivilrecht Ernst Wolf, dem AStA-Vorsitzenden mit einer Schadenersatzklage zu drohen und den Kollegen Wolfgang Abendroth der mangelnden Verfassungstreue zu bezichtigen.
Am 10. April 1968 beschloss die Kultusministerkonferenz neue „Grundsätze für ein modernes Hochschulrecht und für eine strukturelle Neuordnung des Hochschulwesens“, die allen Gruppen der Universitäten mehr Mitspracherechte geben und die Privilegien der Hochschullehrer einschränken sollten. Daraufhin wurde schließlich von Wolf, Benz und weiteren 33 Kollegen das „Marburger Manifest“ aufgesetzt. In diesem Manifest sprachen sie sich in einer gegenüber dem ersten Memorandum leicht abgeschwächten Form gegen die volle studentische Mitbestimmung und zu weit gefasste Reformbemühungen aus.

## Inhalte
Die 35 Marburger Professoren brachten im Marburger Manifest in sechs Abschnitten ihre ernsten Bedenken gegen die „Demokratisierung der Hochschule“ zum Ausdruck, wobei sie nun auf allzu aggressive Formulierungen, wie sie anfangs im „Memorandum der 23“ enthalten waren, verzichteten. So tauchen beispielsweise historisch belastete Begriffe wie „Machtergreifung“ oder „Volkskörper“ nicht mehr auf. Im Einzelnen beschreiben die Absätze auszugsweise folgende Gesichtspunkte:
1. Die Forderung einer Fünftel- oder gar Drittelbeteiligung von Studentenvertretern in maßgebenden Universitätsgremien widerspreche der durch das Grundgesetz garantierten Freiheit der wissenschaftlichen Forschung und Lehre und damit der Hochschulselbstverwaltung. Ferner sprechen die Verfasser den Studenten die Legitimation ab, parlamentarische Volksvertreter zu ersetzen, und hinterfragen zugleich, ob eine Studentenschaft als Zwangsorganisation mit politischem Mandat überhaupt rechtens sei.
2. Bei Einführung eines Proporzsystems würde die Organisationsstruktur der Hochschulen in Interessenverbände zerfallen, in denen Personen säßen, die sich erst anschickten, Wissenschaft zu erlernen und zudem als Studierende nur kurz an einer Hochschule blieben. Aus Sicht der Verfasser könne es nicht sein, dass vereidigte und disziplinarrechtlich verantwortliche Hochschullehrer mit Studenten gleichgestellt würden, denen die Sachkenntnis fehle und die zudem von jeder rechtlichen Verantwortung entbunden seien, da kein wirksames Studentendisziplinarrecht existiere und somit eine Staatshaftung für nicht selbst haftbare Studentenvertreter eintreten müsste.
3. Bei Einführung eines Proporzsystems würden die Hochschulgremien zu unübersichtlicher Größe anschwellen und in endlosen Debatten arbeitsunfähiger und kostspieliger werden, was die Arbeitsmoral der Wissenschaftler und Forscher zermürben könne. Zudem entstünde eine Diskrepanz zwischen der Zuständigkeit und der Verantwortung für Beschlüsse, da die Studentenvertreter zwar mitentscheiden wollten, die Umsetzung der Beschlüsse jedoch allein den Hochschullehrern zugemutet würde.
4. Der Marburger Modellfall würde nicht nur eine Verfassungsänderung bedeuten, sondern eine völlig neue Institution schaffen, für deren Rechtswirksamkeit die alte Hochschulverfassung, die in ihren Grundzügen aus den Angeln gehoben werden solle, nicht herangezogen werden könne. Überdies sei dieser Vorgang unvereinbar mit Art. 5 Abs. 3 des Grundgesetzes, da eine derartige Neugestaltung der Hochschulverfassung die wissenschaftliche Forschung und Lehre in grundrechtswidriger Weise gefährde.
5. Die Hochschullehrer hielten es für ungesetzlich und mit ihrem Amtseid nicht vereinbar, loyal gegenüber Verfassungsänderungen zu stehen, die eine Erfüllung ihrer Pflichten nach bestem Wissen und Gewissen unmöglich machten, da sie im Gegensatz zu den im Amtseid geleisteten Voraussetzungen stünden.
6. Im Absatz 6 weisen die Verfasser darauf hin, dass kein „Kulturstaat“ (zu jener Zeit die westlichen Industrienationen und der kommunistische Ostblock inkl. der Volksrepublik China) auf die Idee kommen würde, seine Universitäten zu demokratisieren (nur die Bundesrepublik und die zur Abschreckung erwähnte VR China). Keine Gesellschaft könne es sich leisten, ihre hochqualifizierten Fachleute zu zwingen, ihre Sachentscheidungen von weisungsgebundenen, nicht sachverständigen und nicht verantwortlichen Mitgliedern abhängig zu machen. Diese Abhängigkeiten sowie die zeitraubenden Sitzungen in den Institutsräten würden zudem für die freie Wirtschaft zu einem gefährlichen Wettbewerbsnachteil führen. Die Unterzeichner sind sich darüber einig, dass eine Demokratisierung der Hochschulen eine geschwächte deutsche Universitätslandschaft zur Folge haben würde. Sie sprechen sich hingegen für eine Reform aus, bei der neben den Ordinarien auch den Nichtordinarien und den akademischen Mitarbeitern gemäß ihren Qualifikationen eine abgestufte Mitsprache eingeräumt werden könne, betonen jedoch abschließend nochmals die Ablehnung eines Mitbestimmungsrechts der Lernenden in Fragen der Forschung und Lehre.

## Reaktionen
Nach der Unterzeichnung des Manifests am 17. April 1968 in Marburg wurde es durch die „Arbeitsgemeinschaft zum Schutz der Freiheit von Forschung und Lehre“ im Umlauf gebracht und von circa 1.500 Hochschullehrern, letztendlich mehr als einem Viertel aller Professoren an etwa 30 westdeutschen Hochschulen unterschrieben. Statistisch gesehen handelte es sich hierbei überwiegend um männliche Hochschullehrer, die Anfang des 20. Jahrhunderts geboren waren und maßgeblich durch eine preußische Erziehung sowie die Erfahrung der Weimarer Zeit und der Zeit des Nationalsozialismus geprägt wurden.
Ebenfalls an der Marburger Hochschule wuchs dagegen der Widerstand gegen die Thesen des Manifests und deren mögliche Akzeptanz in der Politik. Der Marburger Soziologieprofessor Werner Hofmann sowie Wolfgang Abendroth und andere Hochschullehrer gründeten noch im gleichen Jahr den Bund demokratischer Wissenschaftler (BdWi), der sowohl die Autonomie der Hochschule sichern als auch die weitere Demokratisierung vorantreiben sollte.
Im Gegenzug schloss sich ein Großteil der Unterzeichner des Manifestes im Bund Freiheit der Wissenschaft e.  V. zusammen, der 1970 in Bad Godesberg als Reaktion auf die Studentenbewegung gegründet wurde und sich gegen eine Politisierung der Wissenschaft wandte. Der Marburger Jurist Ernst Wolf erwog zudem eine Verfassungsklage gegen die politischen Pläne, der jedoch keine Chance eingeräumt wurde. Abendroth sah in den konservativen Vorurteilen des Manifests einen Widerspruch zum Grundgesetz und Hofmann deutete das Manifest als Schwanengesang der „Ordinarienuniversität“, das heißt der bis in die frühen 1970er Jahre traditionell ausschließlich von den Lehrstuhlinhabern (Ordinarien) dominierten Universitätsverfassung. Letztlich entschied das Bundesverfassungsgericht in einem Grundsatzurteil vom 29. Mai 1973, dass eine Strukturierung der Hochschulen nach mitspracheberechtigten Gruppen verfassungsgemäß sei und die Wissenschaftsfreiheit nicht automatisch einschränke. Damit wurde die Organisationsform der Gruppenhochschule, allerdings nur mit einer gleichzeitig verfassungsrechtlich gesicherten Professorenmehrheit, im Grundsatz verankert.